# NBC R50
NBC R50（エヌビーシー・ラジオフィフティー）は、NBCラジオが2022年4月2日から放送するラジオ番組。土曜9:00 - 12:50に放送される。
この項目では、前身番組である「NBC R35」、「NBC R40」、「NBC R45」についても記述する。

## エピソード
「R35」という35歳の人々をターゲットにしたCDが発売され、そのように35歳をターゲットとしたラジオ番組を作りたく『NBC R35』という番組名で放送をスタートさせた。

## 概要
2008年3月29日まで、上荒磯勇と山田桂子のコンビで「週末戦隊サタレンジャー」を放送していたが、2008年4月5日から上荒磯勇はそのままで、10年ぶりにNBCラジオ佐賀復帰となった田代奈々のコンビで「NBC R35」として始まった。
5年ごとに番組タイトルを改めることが恒例になっており、2013年に「R40」、2018年に「R45」、2022年に「R50」と改称し、現在に至っている。
当初、佐賀エリア独自に放送してきたが、2017年4月1日から長崎でもネットを開始した。
放送時間はたびたび変わっており、現在に至る。
| 放送期間                      | 放送時間      |
| ----------------------------- | ------------- |
| 2008年4月5日 - 2009年7月25日  | 12:00 - 15:30 |
| 2009年8月1日 - 2010年4月3日   | 12:00 - 15:24 |
| 2010年4月10日 - 2017年3月25日 | 12:00 - 14:50 |
| 2017年4月1日 - 2017年9月30日  | 12:00 - 14:30 |
| 2017年10月7日 - 2019年9月28日 | 12:00 - 14:50 |
| 2019年10月5日 - 2023年3月25日 | 12:00 - 14:35 |
| 2023年4月1日 - 現在           | 9:00 - 12:50  |

2023年4月1日より、ニッポン放送制作『サンドウィッチマン ザ・ラジオショーサタデー』をネット受けすることとなったため、放送時間を前倒しかつ歴代最長の3時間50分枠となった。また、同時期に平日はTBSラジオ制作の『こねくと』『金曜ワイドラジオTOKYO えんがわ』のネット受けを開始。日曜日の『爆笑問題の日曜サンデー』を含め、全曜日の日中帯を在京局からネット受けする体制となる。

### 内包番組
- 健康生活インフォメーション（11:35 - 11:50）
- NBC50ニュース（11:50 - 12:00）

## パーソナリティ
- 上荒磯勇 - 元・福岡吉本所属の漫才師（元・相方はパンクブーブーの黒瀬純）。NBCラジオ佐賀では20年以上パーソナリティとして番組を担当している。この枠は10年近く担当しているパーソナリティ。以前[いつ?]は福岡市の会社に勤務するサラリーマンであったが、2020年末に長崎県へ移住、再びローカルタレントに転身し、2021年4月より、長崎のみで放送されていた木曜・金曜の「あさかラ!」を担当。2022年現在も佐賀と共通化された同番組を長崎のスタジオから担当している。
- 田代奈々 - 元・スキッピーで、今[いつ?]は福岡・佐賀でラジオパーソナリティとして活動。

## 番組内容
- R45というタイトル通り、担当した時に45歳に近い2人がこの世代にターゲットを絞った番組編成をしているが、決してR45色が強い編成ではない。

## スタジオ
JA佐賀駅前スタジオ